# Albert Reinig
Albert Reinig (* 1950 in Trier, seit 2004 verschollen) ist  deutscher Journalist und Autor.

## Leben
Albert Reinig wurde 1950 in Trier geboren. Nach dem Studium der Altamerikanistik in Berlin arbeitete er als freier Journalist und Sachbuchautor. Nach Jahrzehnten der Unrast, die ihn unter anderem nach Südamerika, Italien und in die Steiermark führte, lebte er seit 1995 als freier Autor in der Eifel, wo seine Kriminalromane entstanden. Seit 2004 ist er verschollen.

## Werke
- D’Lenggrieser san eigene Leit, Bauer, Thalhofen 1995, ISBN 978-3-930888-13-9
- Die letzten Tage des Ludwig Salvator. Oiga el rumor del viento, Imhof, Petersberg 1998, ISBN 978-3-932526-34-3
- Der Untermieter, Rhein-Mosel-Verlag, Zell/Mosel 1999, ISBN 978-3-89801-102-0
- Hinkelmanns Traum vom besseren Leben, Ginsterberg, Trier 1999, ISBN 3-9806881-0-0